# Karol Zachar

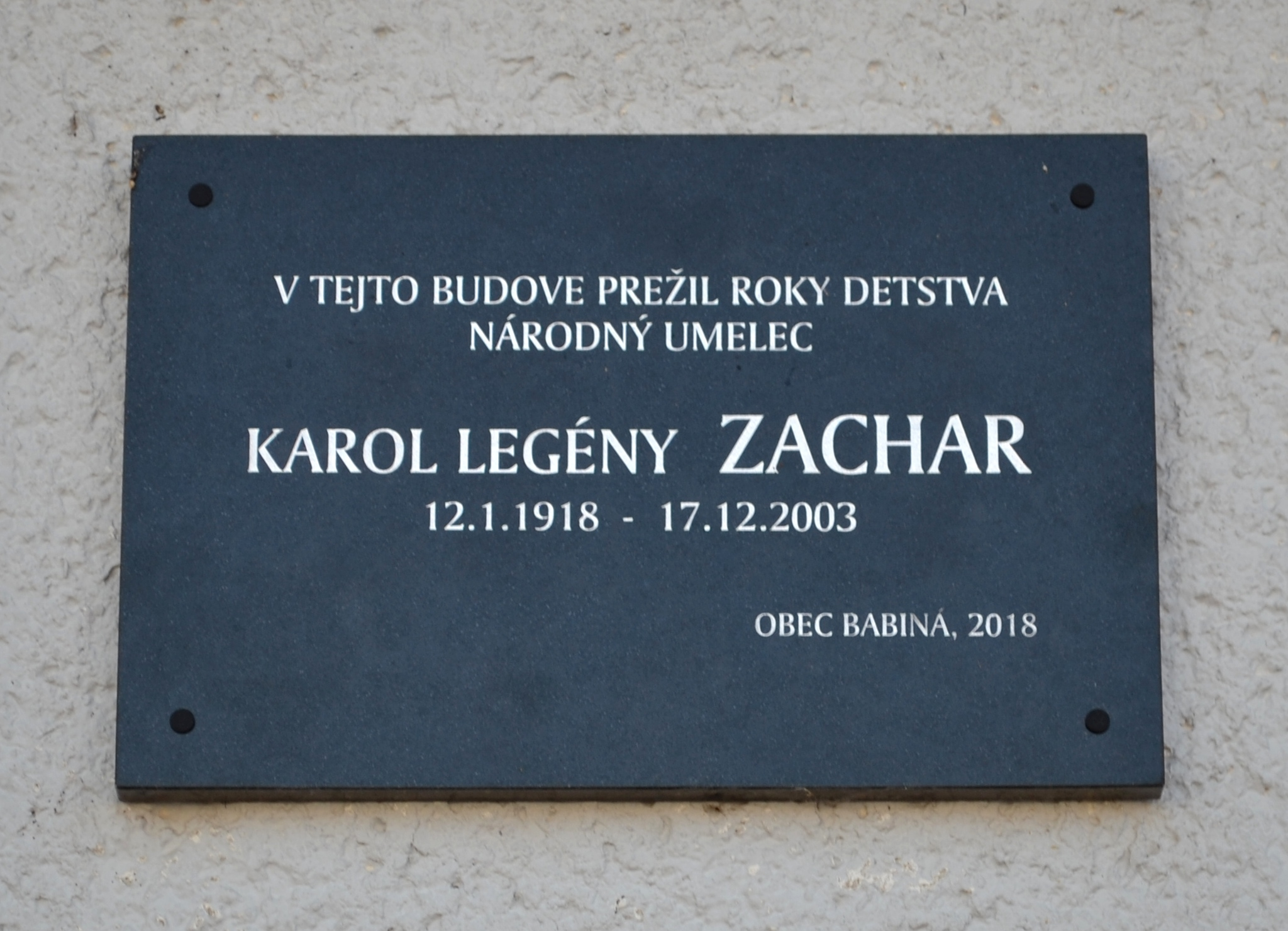

Karol Zachar nebo Karol L. Zachar, vlastním jménem Karol Legény (12. ledna 1918, Svätý Anton (okres Banská Štiavnica), Uhersko – 17. prosince 2003, Bratislava, Slovensko) byl slovenský herec, divadelní režisér, scénický a kostýmní výtvarník a pedagog, otec herce Jána Zachara.

Studoval na ČVUT v Praze (1936–1938), na Filosofické fakultě Univerzity Komenského v Bratislavě (1938–1940) a v roce 1942 absolvoval studium herectví na Státní konzervatoři v Bratislavě. Od roku 1939 byl členem činohry Slovenského národního divadla (od roku 1965 i režisér). V letech 1942 – 1956 pedagog na Státní konzervatoři a v letech 1951–1983 pedagog na VŠMU (1959 docent, 1969 profesor). Vystupoval i v rozhlase, televizi a ve filmu. Své výtvarné nadání uplatnil jako výtvarný poradce a návrhář kostýmů nejen v divadle ale i ve filmu (např. Rodná zem, Zemianska česť, Rok na dedine).
V roce 1966 obdržel titul zasloužilý umělec, v roce 1978 byl jmenován národním umělcem.

## Filmografie
- 1947 Varúj...!
- 1948 Bílá tma (Čtenář)
- 1948 Čertova stěna (účetní Durný)
- 1948 Vlčie diery (drotár Jožko)
- 1950 Karhanova parta (nemocný)
- 1950 Kozie mlieko (Beňadik Frniak)
- 1950 Priehrada (Karol)
- 1952 Nástup (Palme)
- 1953 Rodná zem (Drozdík)
- 1956 Ztracená stopa (bača)
- 1957 Zemianska česť (Ondrej Levický)
- 1958 Dáždnik svätého Petra (sv. Peter)
- 1962–1963 Jánošík I.-II. (děda)
- 1966 Tango pre medveďa (Beno)
- 1967 Rok na dedine (Tutura)
- 1975 Pacho, hybský zbojník (stařec)
- 1977 Rača, láska moja (Anton)
- 1978 Nie (hospodář Cesnak)
- 1979 Hordubal
- 1980 Otec ma zderie tak či tak (strýc Zahruška)
- 1981 Plavčík a Vratko (Vratko)
- 1987 Začiatok sezóny (Karol Vicen)